# Belgische Vereniging voor Biochemie en Moleculaire Biologie
De Belgische Vereniging voor Biochemie en Moleculaire biologie (BVBMB) richt zich op het bevorderen van de vooruitgang in biochemie en moleculaire biologie. Dit doen ze door onderzoek en onderwijs te ondersteunen, conferenties en bijeenkomsten te organiseren, en netwerkmogelijkheden te bieden voor professionals uit het veld. De vereniging speelt een belangrijke rol in de wetenschappelijke gemeenschap door samenwerkingen te faciliteren en informatie en middelen toegankelijk te maken voor zowel wetenschappers als studenten in België.
Enkele van deze evenementen zijn de 17e tot 18e Reunions die in februari worden gehouden in verschillende Belgische steden zoals Antwerpen, Gent, Leuven en Brussel. Deze reünies bieden een platform voor wetenschappelijke uitwisseling en samenwerking tussen onderzoekers